# Mikulin AM-42
Il Mikulin AM-42 (in caratteri cirillici Микулин АМ-42) fu un motore aeronautico progettato dall'OKB 34 diretto da Aleksandr Aleksandrovič Mikulin e sviluppato in Unione Sovietica negli anni quaranta.
Fu utilizzato su due tipologie di velivoli: il caccia Ilyushin Il-1, gli aerei da attacco al suolo Ilyushin Il-8 e Ilyushin Il-10. Solo l'ultimo di questi entrò in produzione di serie.

## Descrizione tecnica
L'AM-42 rappresentava un'evoluzione del Mikulin AM-38F e con questo condivideva molte caratteristiche tecniche: come il suo predecessore era un 12 cilindri a V di 60º raffreddato a liquido per una cilindrata di 46,66 litri. La potenza però era maggiore e nell'AM-42 raggiungeva i 1 490 kW (2 000 CV) a 2 500 giri al minuto. Tale propulsore era in grado di spingere l'Il-10 a 551 km/h a 2 800 m.

## Velivoli utilizzatori
Unione Sovietica
- Ilyushin Il-1
- Ilyushin Il-8
- Ilyushin Il-10